# Bahnhof Reuilly

Der Bahnhof Reuilly (französisch Gare de Reuilly) ist ein ehemaliger Bahnhof in der Avenue Daumesnil 181 im 12. Arrondissement von Paris.
Der Bahnhof war von 1859 bis 1985 in Betrieb und lag im ehemaligen Quartier de Reuilly und im heutigen Quartier de Picpus. Das Bahnhofsgebäude wird seit 2003 als Maison des associations genutzt.

## Geschichte
Der Bahnhof Reuilly befand sich ursprünglich am Kilometerpunkt (PK) 2,134 der Bahnstrecke Paris-Bastille–Marles-en-Brie, bekannt als Ligne de Vincennes. Die Strecke wurde am 22. September 1859 eröffnet. Sie wurde 1969 für den Personenverkehr geschlossen, nachdem sie von der Linie A der RER übernommen wurde, die die Passagiere zum Bahnhof Nation brachte.
1985 war der Warenverkehr auf der Schiene noch wichtig. Um der Pariser Verwaltung jedoch die Durchführung einer Neubebauung zu ermöglichen, verkaufte ihr die SNCF die (ungefähr) 10 Hektar Grundfläche des Bahnhofs, einschließlich des Rangier- und Güterbahnhofs. Die Gemeinde hat diesen Raum neu organisiert, indem sie die „ZAC de Reuilly“, ein französisches Programm zur Neugestaltung von Stadtgebieten (Zone d’aménagement concerté), ins Leben gerufen hat.

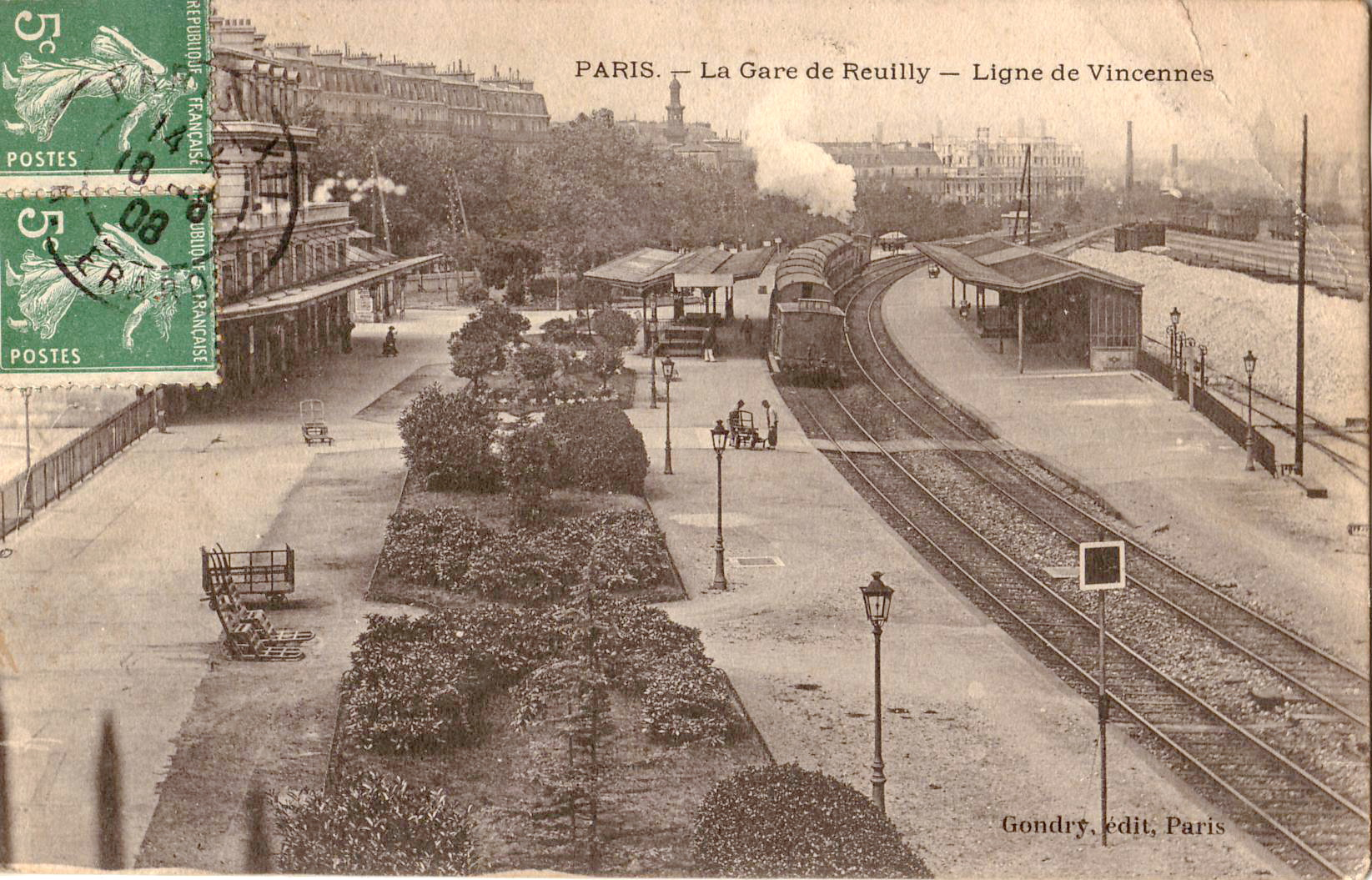
Bahnsteigseite von Westen, Anfang 20. Jahrhundert
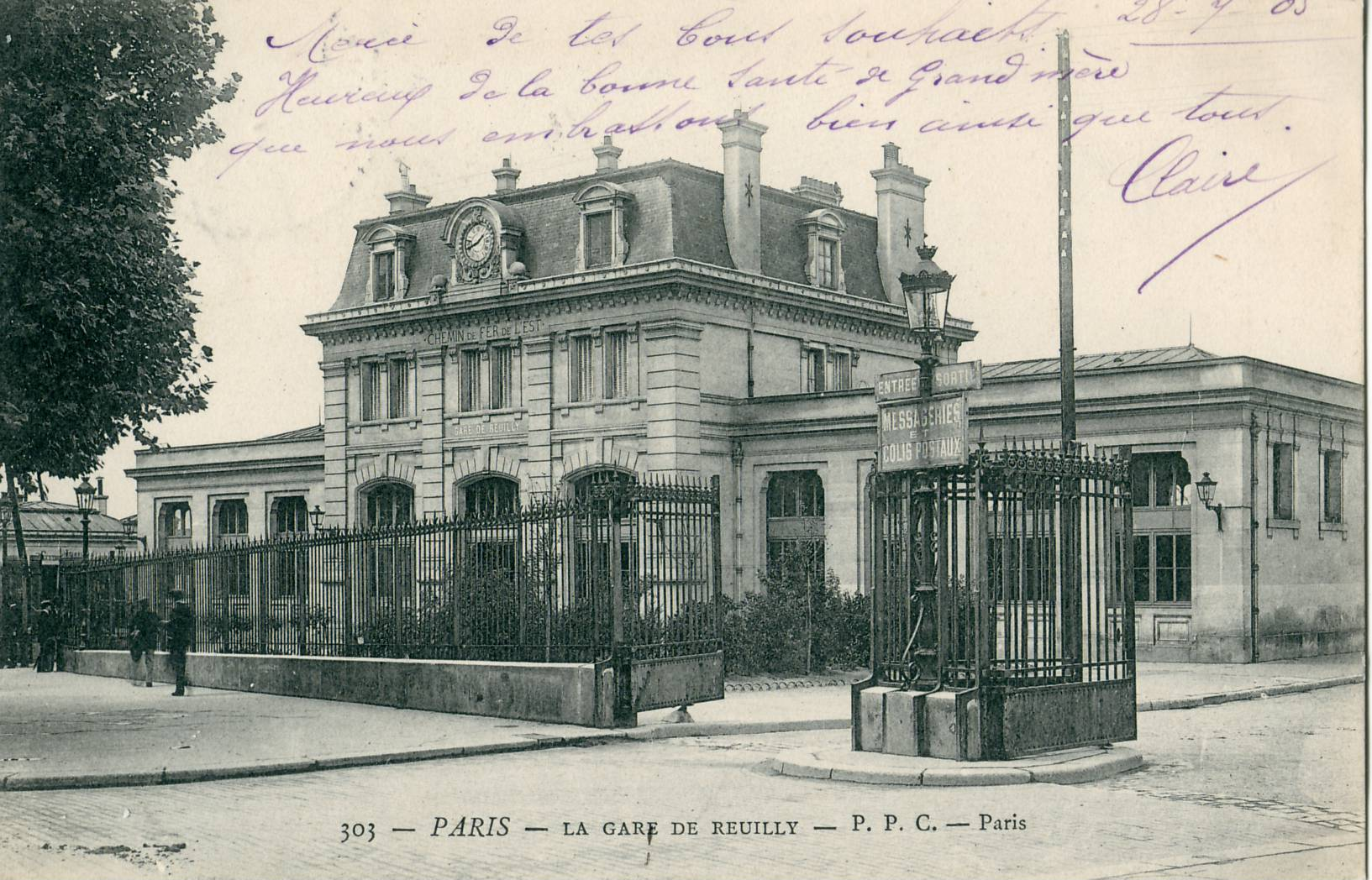
Empfangsgebäude, Anfang 20. Jahrhundert
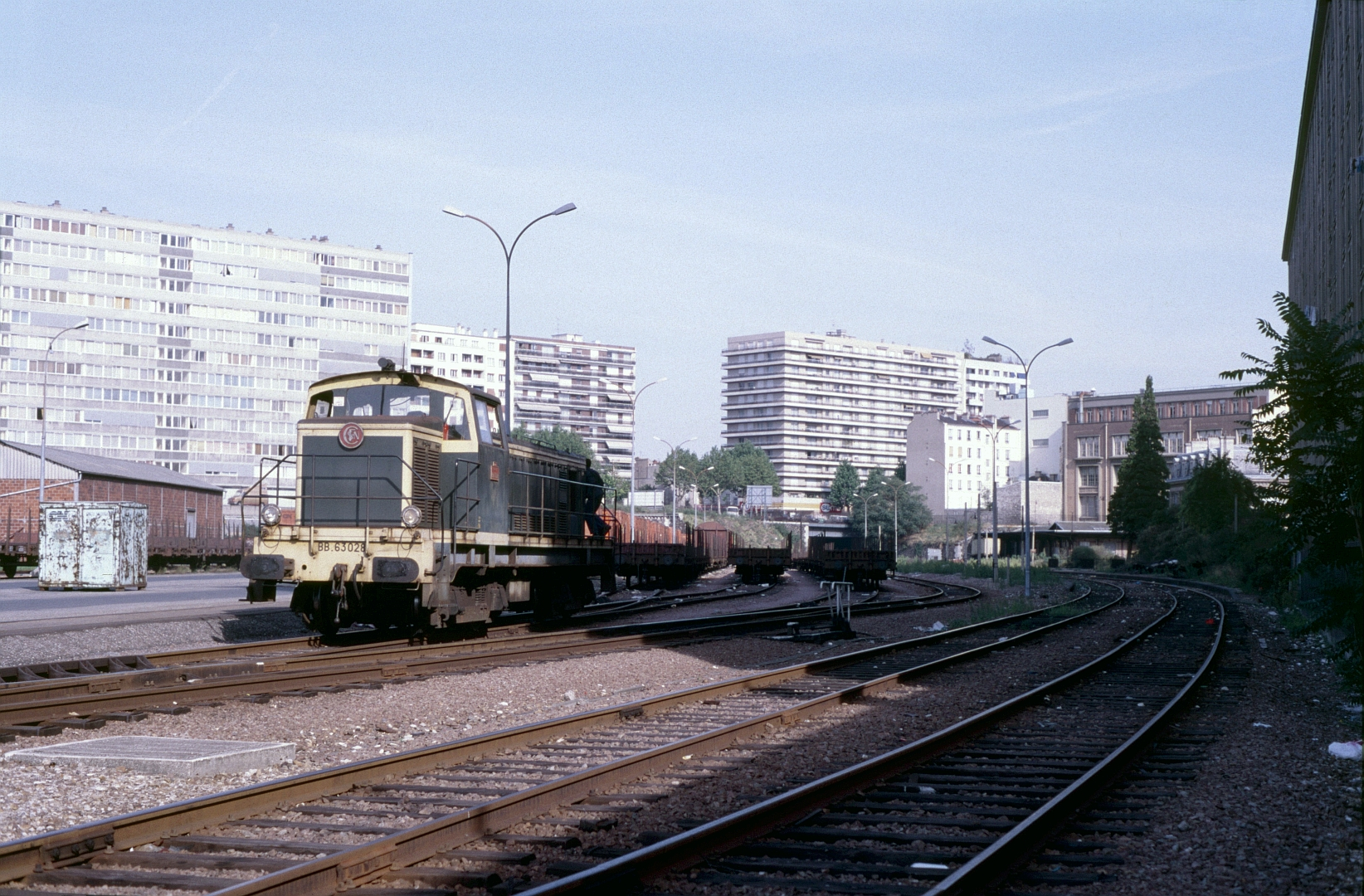
Rangierbahnhof im Jahr der Schließung der Ligne de Vincennes, 1985

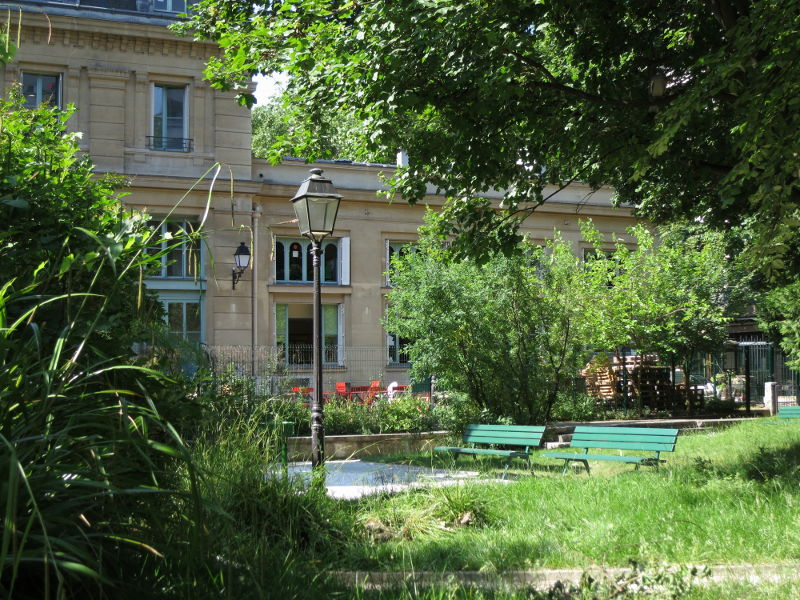
Gleisseite des Empfangsgebäudes mit der Grünanlage Jardin de la Gare de Reuilly - Julien Lauprêtre

## Nachnutzung
Nachdem der Bahnbetrieb eingestellt wurde, ist das alte Empfangsgebäude umgebaut und von der Verwaltung des Viertels genutzt worden. Nach Abschluss des Projekts ZAC, eines französischen Programmes zur Neugestaltung von Stadtgebieten (Zone d’aménagement concerté), wurde das Gebäude als Eisenbahnsymbol erhalten, saniert und in ein Vereinszentrum im 12. Arrondissement umgewandelt. Diese neue Verwendung wurde am 13. November 2003 vom damaligen Bürgermeister, Bertrand Delanoë, eröffnet.